# Philippe Chanlot
Philippe Chanlot est un footballeur français né le 8 octobre 1967 à Orléans. 
Originaire de la Guadeloupe, il était milieu de terrain offensif ou attaquant. 
Sa carrière se termine le 27 septembre 2003 au stade Robert Diochon lors d'un match FC Rouen - Châteauroux où il se casse la cheville.
Au total, Chanlot dispute 100 matchs en Ligue 1 et 273 matchs en Ligue 2.

## Carrière
- 1984-1985 : Lille OSC
- 1985-1986 : USL Dunkerque
- 1986-1988 : Olympique de Marseille
- 1988-1990 : FC Annecy
- 1990-1991 : CS Louhans-Cuiseaux
- 1991-1994 : FC Metz
- 1994-1995 : Perpignan FC
- 1995-1996 : Toulouse FC
- 1996-1997 : FC Perpignan
- 1997-1998 : Neuchâtel Xamax
- 1998-2000 : Chamois niortais FC
- 2000-2001 : ES Wasquehal
- 2001-2002 : Hangzhou Greentown
- 2002-2004 : FC Rouen [1]